# ピーテル・ファン・リント
ピーテル・ファン・リントまたはペーター・ファン・リント（Pieter van Lint または Peter van Lint 、1609年6月28日 - 1690年9月25日）は17世紀フランドルの画家である。

## 略歴
アントウェルペンで生まれた。アントウェルペンで宗教画を描いたアルトゥス・ウォルフォルト(Artus Wolffort: 1581-1641)の弟子になった。1632年にアントウェルペンの聖ルカ組合に親方として登録された。その年ローマに移り、1640年までローマに滞在した。ローマではドメニコ・ギンナシ枢機卿(Domenico Ginnasi: 1550-1639)や、教皇の一族のサイボ家のために働き、ローマ、サンタ・マリア・デル・ポポロ教会のサイボ・ソデリーニ礼拝堂(Cappella Cybo-Soderini)の壁画も描いた。宗教画の他、当時、ローマで活動した、ネーデルランドの画家たちがさかんに描いた、バンボッチャンティのスタイルの機知に富んだ風俗画も多く描いた。
1640年にパリに移り、パリではニコラ・プッサンと知り合った。1641年までパリに滞在し、その後、アントウェルペンに戻った。1642年に結婚した。アントウェルペンの多くの教会や修道院のために働き、評判は高まり、デンマーク国王、クリスチャン4世からもクロンボー城のためにいくつかの作品の注文を受けた。
弟子には、Godfried Maes(1649-1700)らがいる。
最初の妻が1679年に亡くなった後、1680年に再婚した。後妻との間の息子のヘンドリック・フランス・ファン・リント(1684-1763)は風景画家として知られている。

## 作品

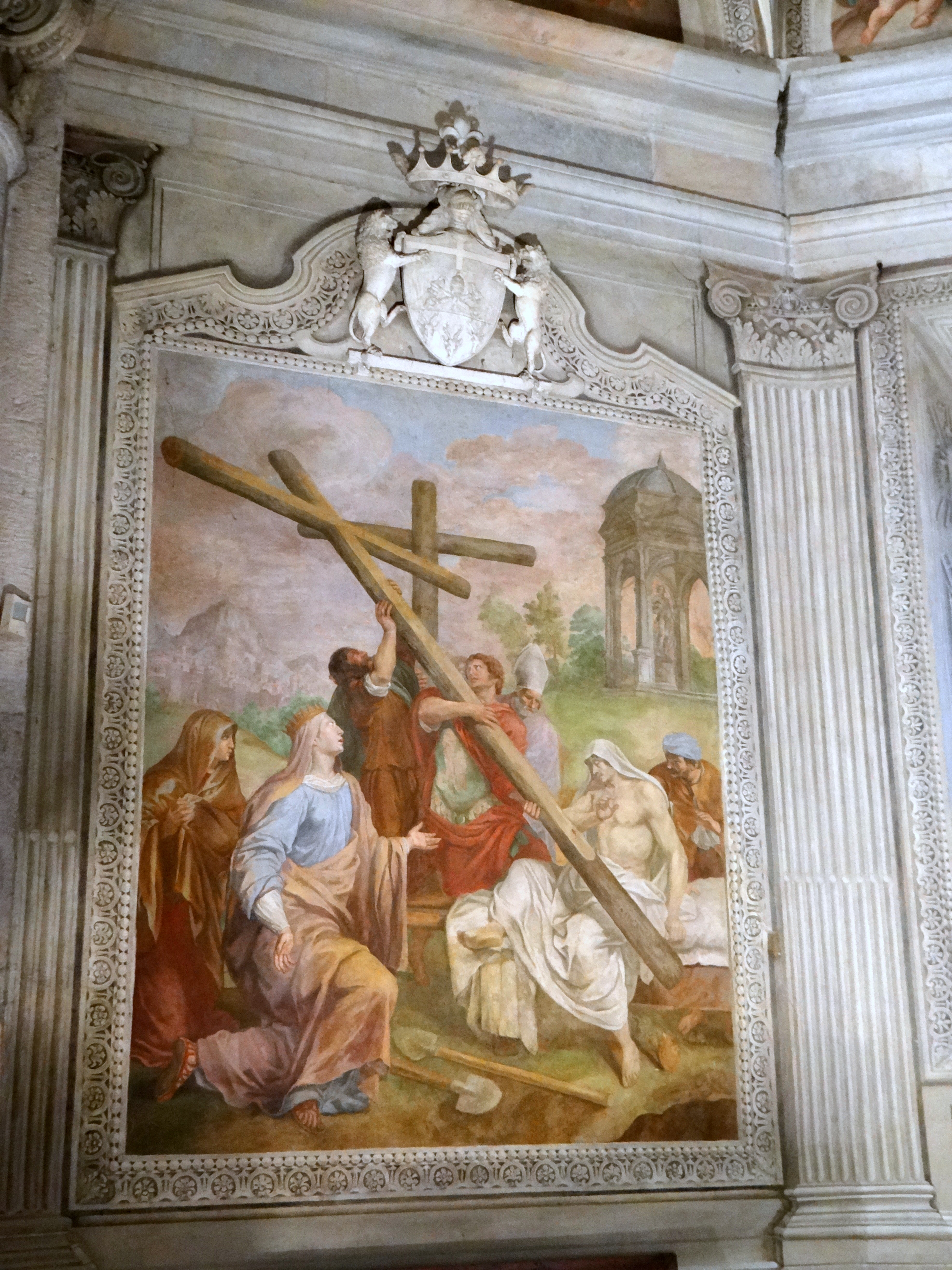
サイボ・ソデリーニ礼拝堂壁画
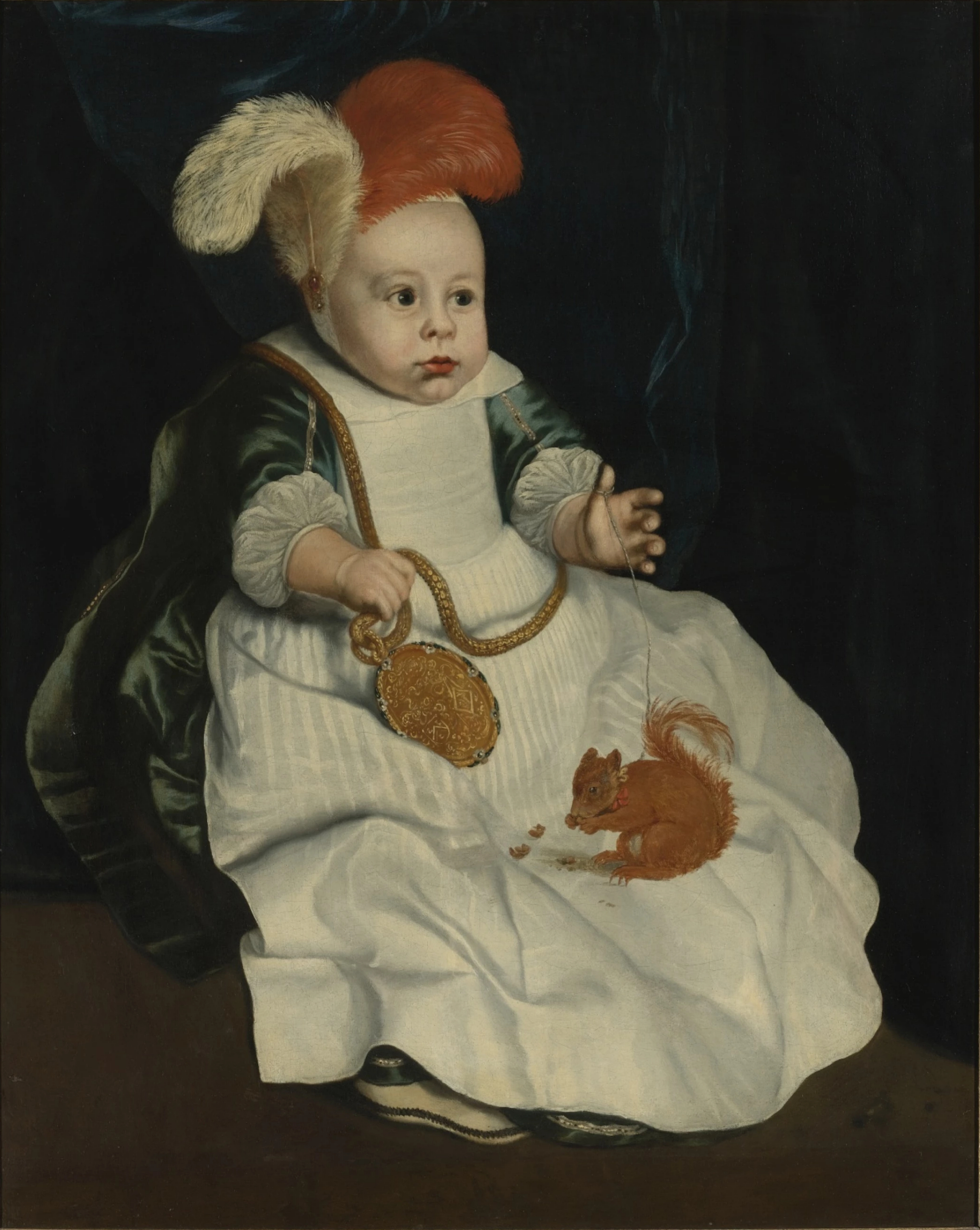
「リスといる子供の肖像画」
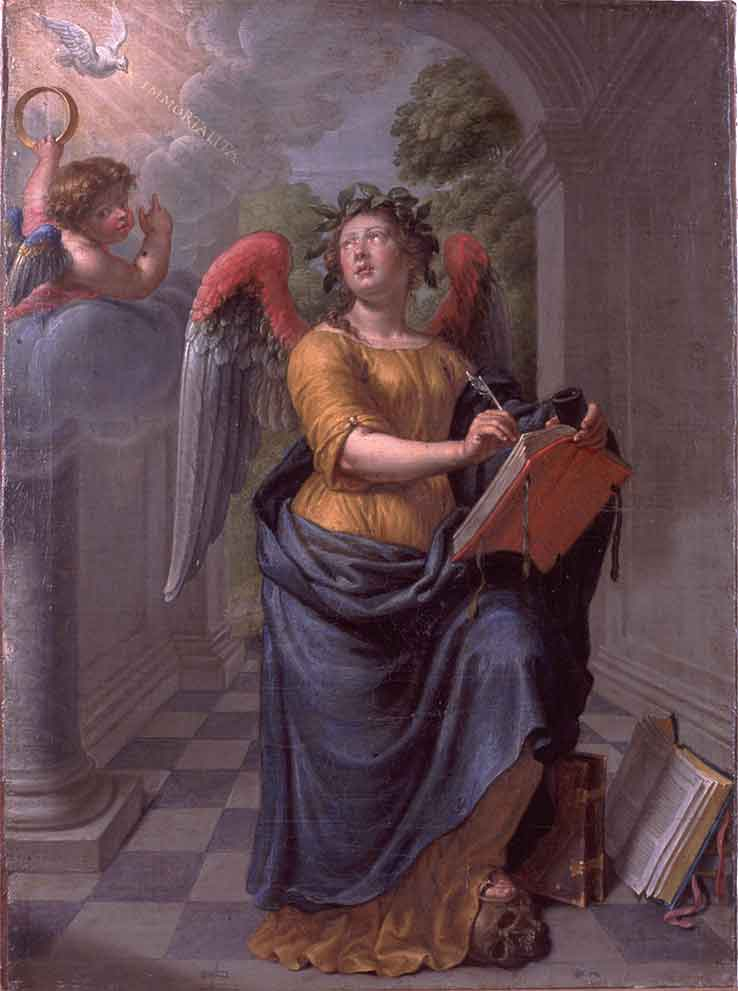
不死の寓意画
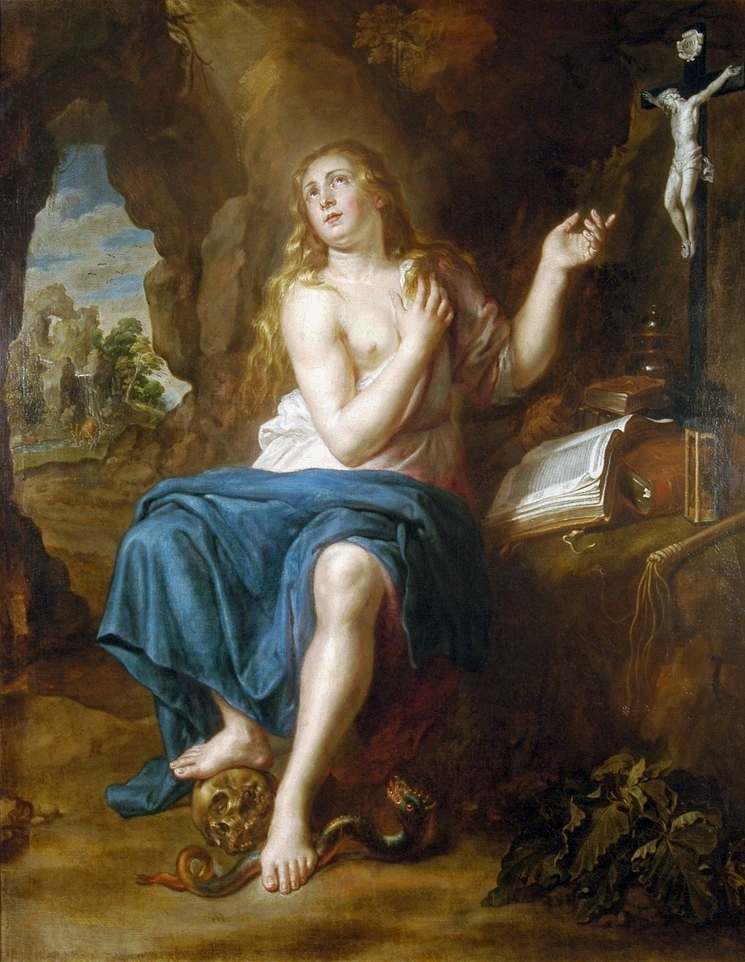
マグダラのマリア

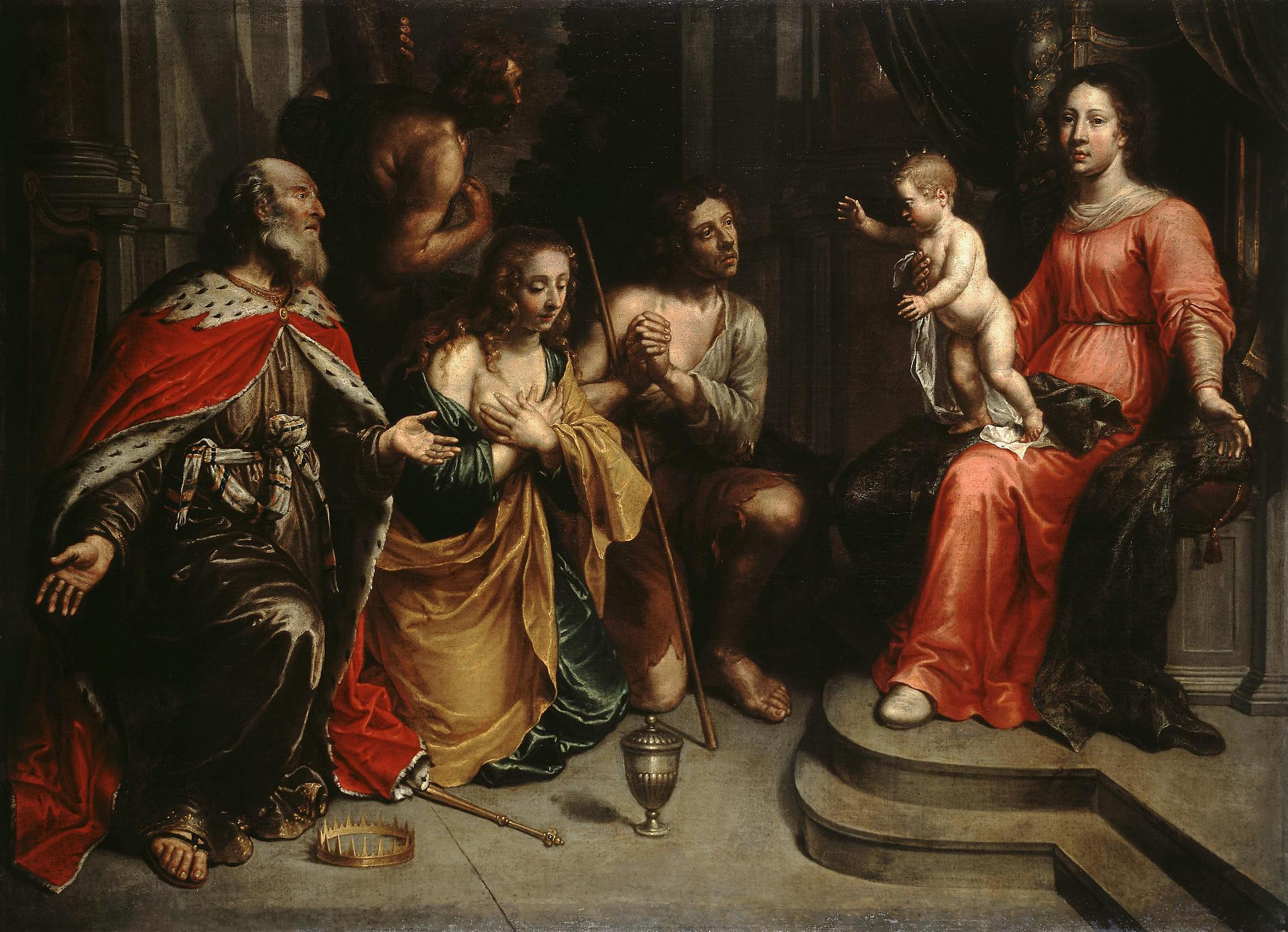
聖母子の前で悔い改める罪人たち
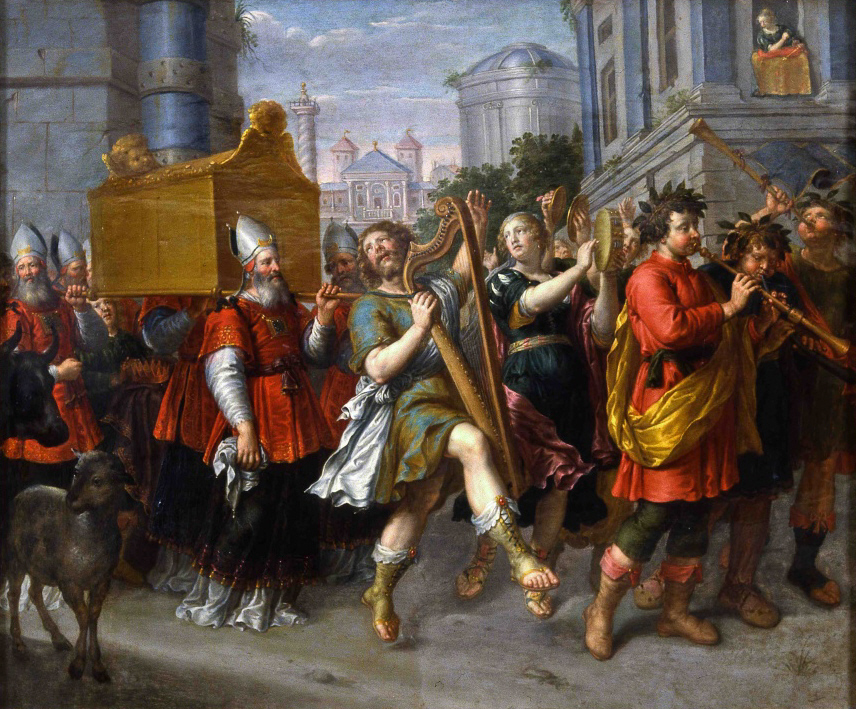
ダビデの契約の箱を神殿に運ぶ祝福の行列
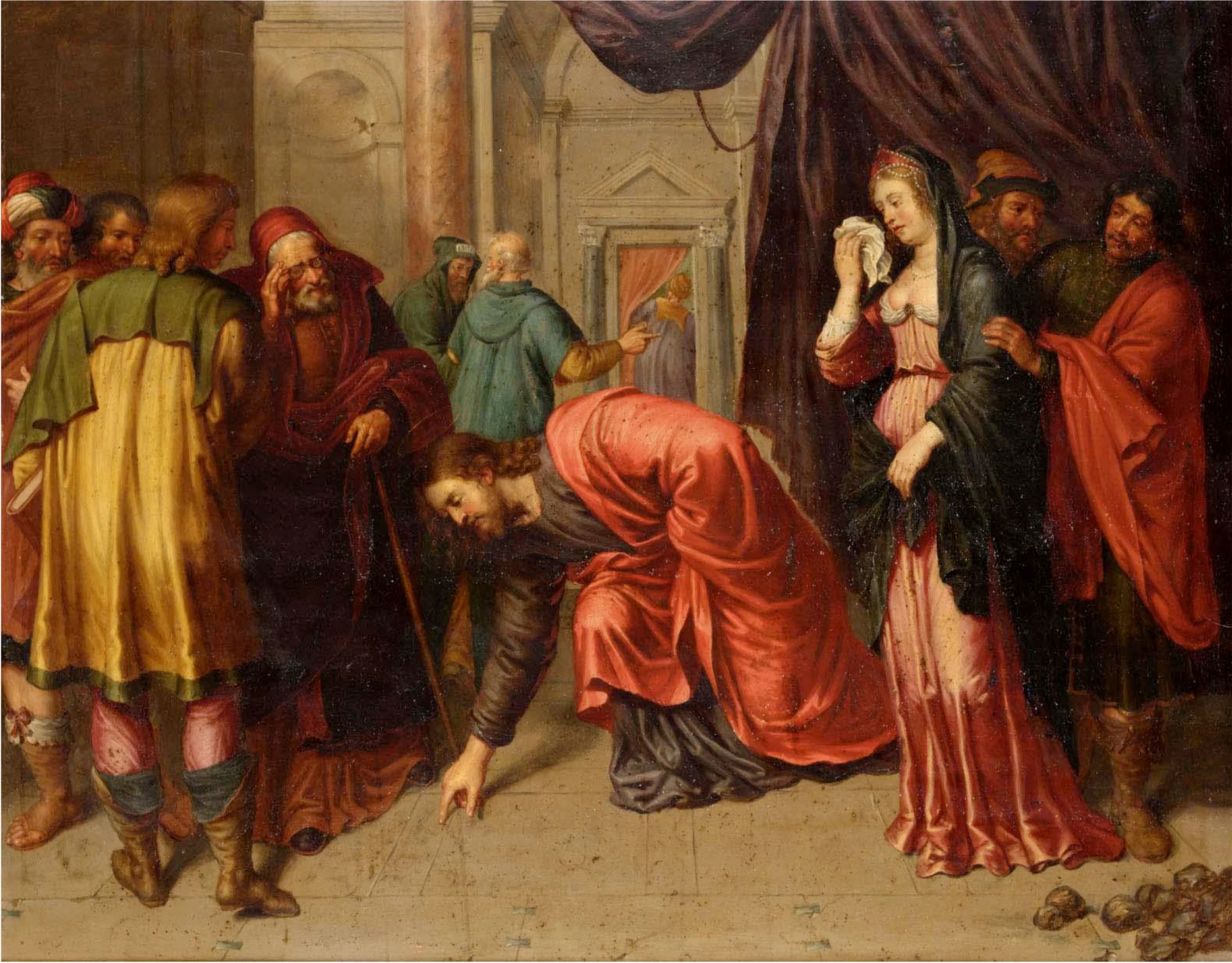
キリストと姦淫の女